# Xã Short Mountain, Quận Logan, Arkansas
Xã Short Mountain (tiếng Anh: Short Mountain Township) là một xã thuộc quận Logan, tiểu bang Arkansas, Hoa Kỳ. Năm 2010, dân số của xã này là 5.011 người.